# Kazuma Takayama
Kazuma Takayama (født 14. juli 1996) er en japansk fodboldspiller, som spiller for den japanske fodboldklub Omiya Ardija.